# Nocera Umbra
Nocera Umbra là một đô thị ở tỉnh Perugia, Italia, 15 km về phía đông của Foligno, tại khu vực có cao độ 520 m (1706 ft) trên mực nước biển. Đô thị này có dân số khoảng 5.900, diện tích 157,19 km².

## Các đơn vị trực thuộc (frazioni)
Acciano, Aggi, Bagnara, Bagni, Boschetto, Boschetto Basso, Capannacce, Casa Paoletti, Casaluna, Case, Case Basse, Castiglioni, Castrucciano, Cellerano, Colle, Colle Croce, Colpertana, Colsaino, Gaifana, Isola, La Costa, Lanciano, Largnano, Le Moline, Maccantone, Mascionchie, Molina, Molinaccio, Montecchio, Mosciano, Nocera Scalo, Nocera Umbra Stazione, Pettinara, Ponte Parrano, Schiagni, Sorifa, Villa di Postignano, Ville Santa Lucia